# مارييل هيلر
مارييل ستايلز هيلر (بالإنجليزية:  Marielle Stiles Heller)‏؛ (من مواليد 1 أكتوبر 1979) هي كاتبة ومخرجة وممثلة أمريكية، اشتهرت بإخراجها وكتابتها فيلم الدراما الكوميدي «مذكرات فتاة مراهقة» عام 2015، والذي كان أول فيلم تخرجه، ثم أخرجت عام 2018 فيلم «أيمكنك أن تسامحني؟» الذي رُشِّح لثلاث جوائز أوسكار وتمت المطالبة بترشيحها للجائزة (عن فئة الإخراج)، وكان آخر أعمالها هو فيلم «يوم جميل في الحي» الذي يحكي السيرة الذاتية لمقدم البرامج الشهير فريد روجرز أواخر عام 2019.

## وصلات خارجية
- مارييل هيلر على موقع IMDb (الإنجليزية)
- مارييل هيلر على موقع ألو سيني (الفرنسية)
- مارييل هيلر على موقع ميوزك برينز (الإنجليزية)
- مارييل هيلر على موقع ميوزك برينز (الإنجليزية)
- مارييل هيلر على موقع أول موفي (الإنجليزية)
- مارييل هيلر على موقع قاعدة بيانات الأفلام السويدية (السويدية)
- مارييل هيلر على موقع قاعدة بيانات الفيلم (الإنجليزية)
- مارييل هيلر على موقع كينوبويسك (الروسية)